# Potamarcha
Potamarcha es un género de libélulas perteneciente a la familia Libellulidae. Las especies de este género son libélulas de mediano tamaño y se encuentran en Australia y el sur de Asia. El género Potamarcha fue descrito inicialmente por Ferdinand Karsch en 1890.

## Especies
El género Potamarcha incluye dos especies: 
- Potamarcha congener
- Potamarcha puella